# 锦庭书室
锦庭书室是一座位于深圳市宝安区的书塾建筑，现已列为深圳市文物保护单位。

## 概况
锦庭书室建于清光绪二十一年（1895年），原为林氏私塾，20世纪40年由林氏后人捐出作公办学校用。建筑坐北向南，两进三开间布局，由前后两堂、两廊房加两偏院组成。建筑通面宽22.50米，通进深32.72米。建筑整体均为砖木石结构，硬山顶、两面坡、博古式脊，上覆辘筒红瓦，蓝琉璃瓦剪边。

## 保护
- 2014年12月1日，深圳市人民政府公布为深圳市文物保护单位